# Лемуан, Мари Виктуар
Мари Виктуар Лемуан (фр. Marie Victoire Lemoine; 1754, Париж — 2 декабря 1820, Париж) — французская художница, живописец портретного и бытового жанров.

## Биография и творчество
Мари Виктуар Лемуан родилась в 1754 году в Париже. Две её сестры — Мари-Дениз Вильер и Мари-Элизабет Габью — также были художницами. Живописи Лемуан училась у Франсуа Гийома Менажо.
В 1779 и 1785 годах Мари Виктуар Лемуан выставила свои первые произведения в Салоне Корреспонданс (Salon de Correspondance) . Работа 1779 года представляла собой портрет принцессы де Ламбаль, подруги Марии-Антуанетты; тот факт, что Лемуан получила заказ на портрет принцессы показывает, что к тому времени она уже пользовалась определённой известностью.

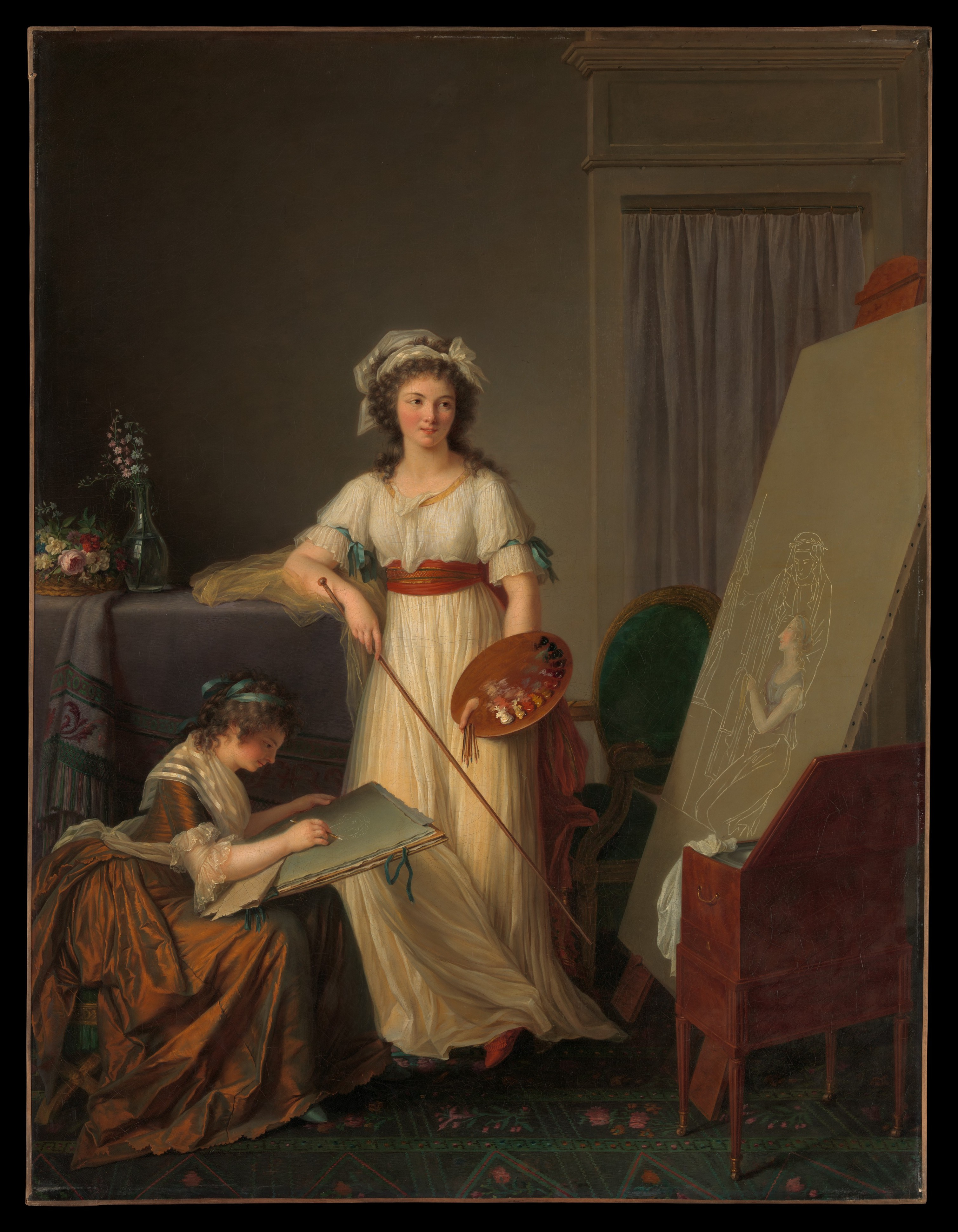
Мастерская художницы. 1789. Холст, масло. Метрополитен-музей, Нью-Йорк

В 1791 году Парижский салон впервые предоставил женщинам право выставлять свои картины, однако Лемуан этим правом не воспользовалась. Возможно, она довольствовалась скромной карьерой портретистки и миниатюристки, имея постоянную клиентуру. Лишь в 1796 году она впервые приняла участие в Салоне, и затем выставлялась в 1798, 1802, 1804 и 1814 годах . Представленные ей работы изображали детей и юных девушек с животными и птицами, отчасти в духе Жана-Батиста Грёза, однако её картинам не свойственна излишняя сентиментальность грёзовских портретов.
Самой известной работой Лемуан считается «Мастерская художницы» (фр. Atelier d'artiste), картина написанная в 1789 году и показанная в Салоне 1796 года. В течение долгого времени считалось, что на ней изображена Элизабет Виже-Лебрен со своей ученицей — самой Лемуан. Однако впоследствии эта версия была подвергнута сомнению, так как, во-первых, центральный персонаж не имеет достаточного сходства с известными портретами Лебрен; во-вторых, маловероятно, что Лемуан — взрослая, состоявшаяся художница, никогда не называвшая себя ученицей Виже-Лебрен — стала бы выступать в Салоне с подобным «подношением» в её адрес. Возможно, что на картине Лемуан изобразила саму себя со своей сестрой Мари-Элизабет, или же что на ней изображена условная мастерская той эпохи, тогда как центральный персонаж может представлять собой персонификацию Живописи.
Мари Виктуар Лемуан не была замужем, предпочитая окружение женщин-художниц. Она умерла 2 декабря 1820 года в Париже.